# NGC 5531
NGC 5531 је лентикуларна галаксија у сазвежђу Волар која се налази на NGC листи објеката дубоког неба.
Деклинација објекта је + 10° 53' 8" а ректасцензија 14h 16m 43,2s. Привидна величина (магнитуда) објекта NGC 5531 износи 13,7 а фотографска магнитуда 14,7. NGC 5531 је још познат и под ознакама MCG 2-36-61, CGCG 74-155, PGC 50999.